# 四大公司 (三合會)
四大公司，簡稱「四大」或「聯幫」，是香港三合會幫派聯盟，主要同盟成員包括：「聯公樂（單耳）」、「聯英社（老聯）」、「同新和」、「同樂別墅」、「全一志」、「馬交仔」、「東聯社」等黑幫社團。主要在1950至2010年代活躍於香港、澳門及廣州。到了2020年代，仍然活躍的只餘「聯公樂（單耳）」及「聯英社」。 
原為四個香港幫會「聯公樂（單耳）」、「聯英社」、「同字頭」及「全字頭」的結盟，聯合以確保自身利益不被三大派系(14K、和字頭及潮州幫)瓜分，後來其他幾個小型社團加入聯盟，雖然已經不止四個社團，但仍合稱為「四大公司」。「四大」的結盟本質稱為「搭打唔搭食」，即與別幫有衝突需要開戰時，四大必定互相幫忙，如同一個幫會，但平日各自的利益卻不會互相攤分。

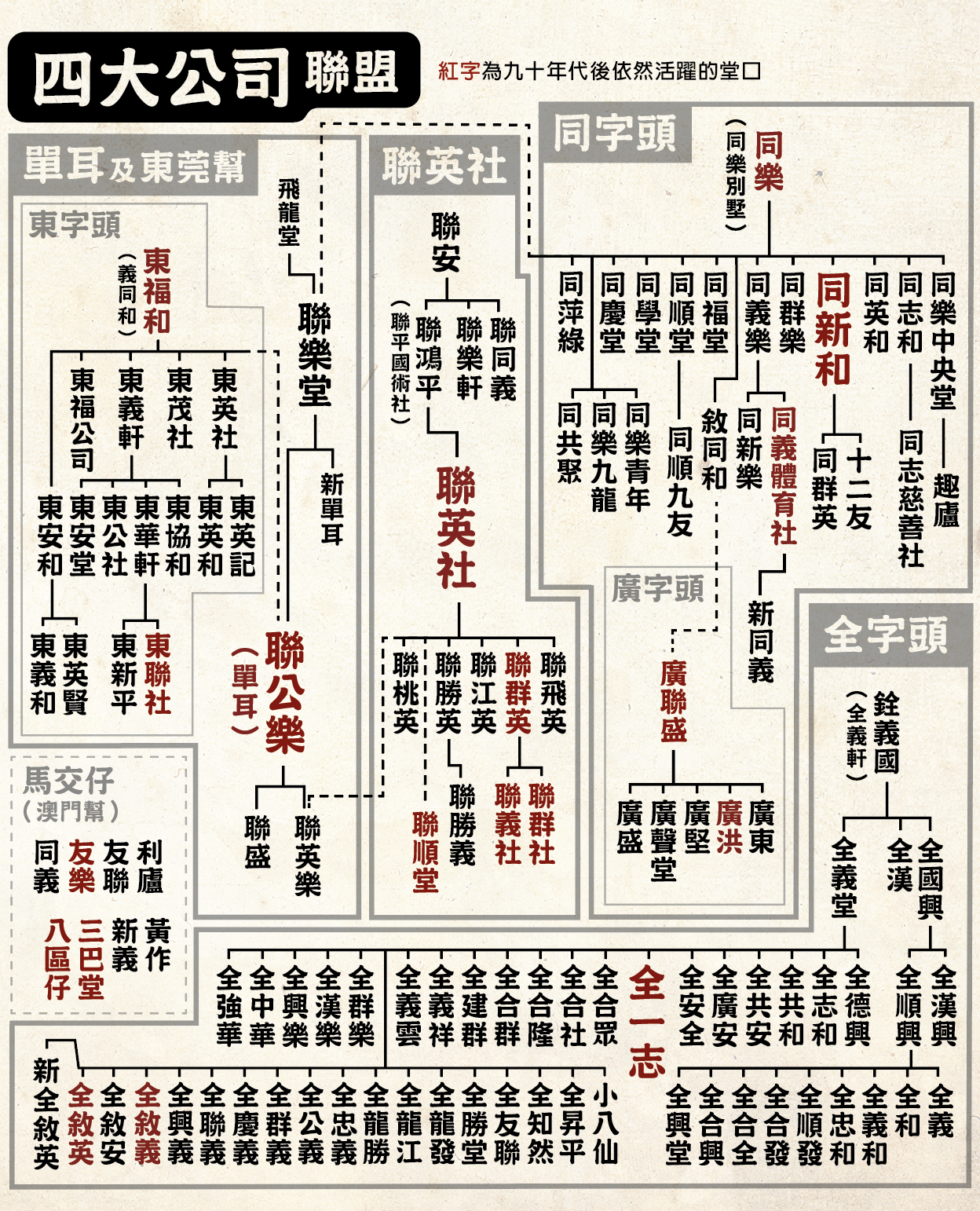
四大公司三合會 - 譜系表

## 歷史
結盟起源於1950年代香港監獄內的「擺枱制度」。在獄中，同屬一個社團的成員會聚在一起，稱為一張「枱」，以便互相照應和壯大聲勢。一些人數較少、勢力較弱的幫派，為了能在監獄內與其他大型幫會抗衡，便選擇聯合組成一張共同的枱，後來，聯盟由獄中延續到監獄以外。最初結盟的四個幫派是：「聯公樂（單耳）」、「聯英社（老聯）」、「同字頭（冇下巴）」和「全字頭（尖頂）」，俗稱「單耳、聯、同、全」，統稱為「四大公司」，起初以勢力最大的「聯公樂（單耳）」為首。其後，會定期選出聯盟的總坐館，稱為香主，統領「四大公司」的對外事務及協調堂口間的紛爭。聯盟切口詩為：
「四大公司泊碼頭，單耳聯同全港九。」
到了1970年代，「全字頭」勢力逐漸式微，入獄人數減少，於是由「馬交仔」（即澳門幫）取代其位置，形成「單，馬，聯，同」，稱為「新四大」。1970年代末，還出現一個擴張版圖的聯盟，組成「單，馬，聯，同，全，廣，東」七個字頭的新聯盟，加入了「廣字頭」與「東字頭」這兩個勢力相對較小的派系，「廣字頭」原本屬於「同字頭」分支，而「東字頭」則曾經是「聯公樂（單耳）」旗下管理的派系。其新切口詩為：
「四大公司匯英雄，單馬聯同全廣東； 

三江南洋粵港澳，群龍聚首一串通。」
根據1977年香港反黑組報告，當時四大公司的香主(總坐館）為「東聯社」的龍頭-馮志強(綽號沙皮狗）；二路元帥為「同新和」龍頭-𡃁坤。各堂口會員人數統計如下：

| 結盟派系 | 幫會名稱                | 人數(約) | 總數   |
| -------- | ----------------------- | -------- | ------ |
| 十四K    | 十四K                   | 50,000   | 50,000 |
| 和字頭   | 和安樂（水房）          | 30,000   | 75,100 |
| 和字頭   | 和勝和                  | 11,000   | 75,100 |
| 和字頭   | 和合圖（硬殼）          | 8,000    | 75,100 |
| 和字頭   | 和勝堂                  | 5,500    | 75,100 |
| 和字頭   | 和義堂                  | 5,000    | 75,100 |
| 和字頭   | 和勝義                  | 4,000    | 75,100 |
| 和字頭   | 和利和                  | 4,000    | 75,100 |
| 和字頭   | 和勇義                  | 1,500    | 75,100 |
| 和字頭   | 和洪聖                  | 1,000    | 75,100 |
| 和字頭   | 和一平                  | 700      | 75,100 |
| 和字頭   | 和二平                  | 400      | 75,100 |
| 和字頭   | 和群樂                  | 500      | 75,100 |
| 和字頭   | 和群英                  | 500      | 75,100 |
| 潮州幫   | 福義興                  | 20,000   | 39,000 |
| 潮州幫   | 新義安                  | 15,000   | 39,000 |
| 潮州幫   | 敬義                    | 3,000    | 39,000 |
| 潮州幫   | 義羣                    | 1,000    | 39,000 |
| 四大公司 | 聯公樂（單耳）          | 10,000   | 28,500 |
| 四大公司 | 東聯社                  | 600      | 28,500 |
| 四大公司 | 聯英社（老聯)           | 7,000    | 28,500 |
| 四大公司 | 聯羣社（老聯分支)       | 1,000    | 28,500 |
| 四大公司 | 聯羣英（老聯分支)       | 1,000    | 28,500 |
| 四大公司 | 聯義社（老聯分支)       | 500      | 28,500 |
| 四大公司 | 同樂別墅（同樂)         | 700      | 28,500 |
| 四大公司 | 同新和（同樂分支)       | 5,000    | 28,500 |
| 四大公司 | 同義社（同樂分支)       | 500      | 28,500 |
| 四大公司 | 廣聯盛（同樂分支)       | 300      | 28,500 |
| 四大公司 | 廣洪（同樂分支)         | 200      | 28,500 |
| 四大公司 | 全一志（尖頂）          | 500      | 28,500 |
| 四大公司 | 全聚義                  | 200      | 28,500 |
| 四大公司 | 全聚英                  | 100      | 28,500 |
| 四大公司 | 馬交仔（澳門幫）        | 1,000    | 28,500 |
| 其他幫派 | 粤東幫（秤鉤）          | 1,000    | 3,000  |
| 其他幫派 | 上海青幫 （無組織系統） | 2,000    | 3,000  |

## 派系

### 聯公樂（單耳）
「聯公樂」，又稱「單耳」、「單義」。源出自「同樂別墅」分支「聯樂堂」。1922年，「聯樂堂」由東莞籍碼頭工人在港島東區創立，二十至四十年代獨霸灣仔至銅鑼灣海傍一帶。1945年吸納「東福和」及「致公堂」成員後改稱「聯公樂」，首任坐館為劉榮駒（大駒哥），其叔劉福為當時總華探長。因此在劉福統領的全香港華人便衣警察的包庇下，「聯公樂」於1951至1962年壟斷香港碼頭走私偷渡生意、九龍區賭博業及澳門走私，擴張成數萬人的大堂口。 1962年劉福退休後，大駒哥遂於七十年代助呂樂總探長收賄，經營佐敦地下賭場。
1974年大駒哥為逃避廉政公署追查，移居加拿大，在多倫多發展「聯公樂」，高峰期會員逾千人。1985年「聯公樂」進軍澳門賭場業，為何鴻燊管理葡京的保安。至2010年後，社團仍活躍於澳門、將軍澳及鯉魚門一帶。

### 馬交仔
馬交仔是「Macau仔」的諧音，又稱「馬九仔」，是澳門本土的小型幫會的泛稱，包括「利廬」、「友聯」、「友樂」、「同義」、「加義」、「尚義」、「合義」、「新義」、「黃作」、「八區仔」、「三巴堂」等幫會。 
早年以「利廬」、「友聯」、「友樂」和「同義」最大，它們是澳門古老幫會，由澳門碼頭工人創立於1910-1920年，四五十年代從事賭場保護、煙格、娼寮、走私、販賣假藥等非法活動。
1956年，香港雙十暴動後，香港政府大規模遞解了約600名黑幫頭目，包括十四K、和安樂（水房）、和勝義，他們部分選擇了澳門作為落腳點。這些「過江龍」適應了澳門環境後，洞察澳門黑社會的弱點與警方的無能，開始積極擴張勢力，建立堂口，與「馬九仔」爆發衝突。
1958年，白眼塘「利廬」與「水房」大戰；1961年，司打口「同義」與「和勝義」交戰，最終皆由外來勢力勝出。後來香港的聯公樂（單耳）亦踏足澳門從事走私生意。自此，澳門黑社會勢力逐漸被四大香港「過江龍」社團取代。轉變成小型組織，或改名為「利廬體育會」、「友聯體育會」、「友樂文娛體育會」作合法社團，以教授國術武藝及舞獅為主。
1970年代，以中山縣第八區的澳門同鄉組成的「八區仔」崛起。1974年「八區仔」因斬殺14Ｋ「雙花紅棍」余洪而聲名大噪。1970-1980年代又有本土街童組織「三巴堂」及「新義」冒起，挑戰香港「過江龍」，並與澳門聯公樂（單耳）結盟。

### 聯英社
「聯英社」，別稱「老聯」。源出於「聯安」，「聯安」早於1910年代在九龍油麻地創立，後來開出分支「聯鴻平」，又名「聯平國術社」，根據1941年港英警方的報告，「聯鴻平」當時控制了油麻地上海街以東的所有五金工人、扎鐵工人、代工廠工人、碼頭工人組織，曾經有十多個分支。約在1946年後改稱「聯英社」。 
「聯英社」總館設於油麻地，五十年代後，分支遍佈港九：尖沙咀分支「聯鴻英」；九龍塘及深水埗分支「聯群英」；紅磡及何文田分支「聯勝義」；筲箕灣分支「聯桃英」；港島東區分支「聯勝英」、「聯飛英」。1980年又有分支「聯順堂」。
2009年後，仍活躍於筲箕灣、北角、尖沙嘴、九龍城、紅磡及西貢。涉足毒品販賣、放高利貸及殯儀業。被視為香港第六大黑幫。

### 同字頭派系（同樂、同新和）
「同字頭」是香港歷史悠久的幫會聯盟，又稱「老同」，亦有「冇下巴」的俗稱，源自「同」字字形似人臉而無下巴。「同字頭」聯盟的母會為「同樂別墅」，簡稱「同樂」。
「同樂」創立於1905年，地點位於西營盤，最初是西營盤國家醫院的職工康樂組織。1910年，為對抗當時活躍於港島西區的「和字頭派系」三合會，「同樂」遂聯合其他組織，組成「同字頭」聯盟。早期會員擁有專屬會員證以作識別。20至60年代是「同字頭」勢力最鼎盛的時期，分支遍布各區，表面上多為青年康樂會或慈善團體，實則召收基層市民，提供保護，並逐漸涉足販毒及賭檔業務，轉型為黑社會幫派。

1941-45年，二次大戰爆發，日軍管治香港，遂推動各個三合會成立一個稱為「興亞機構」的組織，協助日軍維持社會秩序、偵查反日本的活動及提供民間情報。當時加入的組織包括：「同新和」、「全一志」、「和安樂（水房）」、「和洪勝」、「和利和」及「福義興」。日軍允許「香港興亞機構」成員繼續經營賭檔及販毒，作為對他們合作的回報。組織成員也在日軍的推動下經營賣淫場所，供日軍在香港尋歡作樂。

1950至70年代，「同樂」總館設於德輔道西，在港九各區設有多個分支，如港島東的「同新和」、「同志和」、「同學堂」、「同群樂」、「同樂八虎」、「同樂十三太保」；筲箕灣的「中央堂」、「廣洪」、「廣堅」、「廣東」；鰂魚涌的「趣廬」；東區碼頭分支有後來自立門戶的「聯公樂（單耳）」、「聯樂堂」；灣仔的「同義社（同義體育社）」；銅鑼灣的「同順堂」及大坑的「同福堂」；港島西的「同義樂」、「同慶堂」、「同共聚」；九龍區亦有油麻地的「廣盛」與旺角的「敍同和（廣聯盛）」等。

「同新和」為同字頭中勢力最強的堂口之一，創立於1920年代，活動範圍主要涵蓋港島東區與灣仔。專勒收無牌小販及妓女保護費。七十年代，「同新和」曾與西區警界人物劉昌華勾結，控制港島東區的賭檔生意，並協助劉昌華收賄。
1977至1980年代，「同新和」的龍頭-𡃁坤曾擔任當時「四大公司」的二路元帥，並管理中環一帶的酒吧及娛樂場所。「同新和」設有「十二友」組織，由當時最具聲望的十二位成員組成，作為核心領導層；「同樂」亦扎根於港島中西區，經營數間娛樂場所；「同義社」總館為設於灣仔莊士敦道的國術體育社，勢力見於灣仔區。
至2000年後，同字頭依然活躍的堂口只餘「同新和」。

### 全字頭派系（銓義國、全一志）
「全字頭」是香港本土黑幫聯盟，母會原名「銓義國/全義軒」，別稱「尖頂」、「老全」。
「銓義國」早於1910年在香港島中區創立，原初為菜肉商販及碼頭工人社福組織，向會員提供康樂服務。直至1938年「銓義國」轉型從事犯罪活動，利用油麻地碼頭進行販賣人口、販毒及走私，並與眾多組織組成「全字頭」聯盟。「全字頭」派系1940-1960年代的全盛時期，與西九龍警區探長勾結，勢力主要擴大至油麻地避風塘艇戶以及九龍區，分支眾多，較大的堂口是旺角及大角咀分支「全一志」(全稱為「一志工商聯會」)。
其他分支有元朗南邊圍分支「全敍義」；大埔分支「全強華」；在旺角的「全義堂」、「全漢」、「全國興」、「全漢興」、「全順興」、「全德興」；油麻地區及避風塘艇戶的「全忠和」、「全忠義」、「全義祥」、「全義雲」、「全義和」、「全志和」、「全順發」、「全合發」、「全合全」、「全合社」、「全合隆」、「全合群」、「全合眾」、「全合興」、「全興堂」、「全興義」、「全興樂」、「全龍發」、「全龍江」、「全龍勝」、「全勝堂」、「全共英」、「全共和」、「全安全」、「全共安」、「全廣安」、「全聯義」、「全慶義」、「全公義」、「全群義」、「全群英」、「全群樂」、「全漢樂」、「全知然」、「全建群」、「全昇平」、「全中華」、「全友聯」、「全和」、「全義」、「全敍安」、「全敍英」、「新全敍英」、「小八仙」等。
1943-1945日軍佔領香港期間，「全一志」亦有投靠日本，向日軍提供民間情報及非法娛樂。
1962年，呂樂上任總探長後，積極勾結並扶持「潮州幫」的毒品買賣，同時大力打壓由「全字頭」操控的艇戶販毒與走私活動，導致「全字頭」在這方面的勢力大受打擊。同時，隨著油麻地避風塘的填海工程展開，艇戶陸續爭取上岸定居，「全字頭」的影響力亦因此逐漸衰退。
1970-1980年代，「全字頭」主力活躍於深水埗、大角咀、旺角及油麻地一帶的娛樂場所及賭館。
1997年香港主權移交後，全字頭派系依然活躍的堂口只餘「全一志」，於九龍經營麻雀館及地下賭場，以及在珠江三角洲設立分會，從事犯罪活動。時任坐館為郭堅國

### 廣字頭派系（廣聯勝、廣洪）
系出「同樂別墅」的油麻地及旺角分支「敍同和」於1910年創立，1941年「敍同和」吸納了廣州因戰亂來港的工人，自立門戶成立「廣聯勝」（又稱「廣聯盛」或「廣聯體育會」），成員以印刷業，船廠行業及油漆工人為主。至1950年代已發展出多達八個分支，較大的派系分支有「廣盛」、「廣堅」、「廣洪」、「廣東」、「廣聲堂」。活躍於港九新界。
1960-1990年代，「廣洪」主要扎根於灣仔及旺角。「廣聯勝」則活躍於油麻地、九龍仔、荃灣及青衣，1990年後北上中國，活躍於深圳蛇口、沙井一帶。

### 東字頭派系（東福和、東聯社）
母會原名「東福和」或稱「東福和公司」，別稱「東莞幫」，創立於1905年，系出東莞人幫會「義同和」，由早期在香港謀生的東莞工人組成，因有同鄉劉福總華探長撐腰，「東福和」於1950年代一度勢力強大。曾歸入「聯公樂」（單耳）劉榮駒的旗下。以香港西區及柴灣為主要根據地，成員多為東莞出身的搬運工人，後來擴展至油麻地、旺角與九龍其他地區。東字頭的分支眾多，包括「東聯社」（老東）、「東英社」、「東英賢」、「東公社」、「東安堂」、「東安和」、「東群社」、「東群英」、「東義軒」。
其中「東聯社」在1950至80年代勢力最大，其坐館馮志强（綽號沙皮狗）曾任「四大公司」聯盟的香主。1990-2006年，坐館由「老東就」繼任，勢力見於灣仔及西環。幫會於2006年後已式微。

## 參閲
- 聯公樂
- 聯英社

1. ↑  《香港三合會--來歷、堂口與掌故》ISBN：9789882193895
2. ↑  《青幫與洪門大傳》https://archive.org/details/qingbangyuhongme0000baoy/page/n395/mode/2up?q=%E6%BE%B3%E9%96%80
3. ↑  《何鴻燊傳》https://archive.org/details/hehongshenzhuans0005zhuc/
4. ↑  https://collection.news/appledaily/articles/SUXVTC7FPZSB2GIDL2S7ADHSKI
5. ↑  .   [2025-01-16]. （原始内容存档于2025-01-18）.
6. ↑  《香港黑社會活動真相》ISBN：9789888549580